# Лецки
Лецки́ (укр. Лецьки) — село, входит в Переяслав-Хмельницкий район Киевской области Украины.
Население по переписи 2001 года составляло 851 человек. Почтовый индекс — 08451. Телефонный код — 4567. Занимает площадь 4,03 км².

## Местный совет
08451, Киевская область, Переяслав-Хмельницкий район, с. Лецки, ул. Мостового 1